# 1904년 하계 올림픽 수영
1904년 하계 올림픽 수영은 미국 세인트루이스에서 개최된 1904년 하계 올림픽의 경기 종목이다. 4개국 32명의 선수가 참가하였으며, 9개의 세부 종목으로 나뉘어 진행되었다. 남자 경기만 열렸으며, 올림픽 수영 역사상 처음이자 마지막으로 종목별 거리가 야드 단위로 정해진 대회였다. 장애물 경기가 제외되었고 평영이 처음으로 채택되었다.

## 참가국
4개국에서 32명의 선수가 참가하였다.
| - 독일 (4명) - 미국 (25명) | - 오스트리아 (1명) - 헝가리 (2명) |

## 메달 집계

### 최종 순위
| 순위 | 국가       | 금메달 | 은메달 | 동메달 | 합계 |
| ---- | ---------- | ------ | ------ | ------ | ---- |
| 1    | 독일       | 4      | 2      | 2      | 8    |
| 2    | 미국       | 3      | 6      | 5      | 14   |
| 3    | 헝가리     | 2      | 1      | 1      | 4    |
| 4    | 오스트리아 | 0      | 0      | 1      | 1    |
| 합계 | 합계       | 9      | 9      | 9      | 27   |

### 메달리스트
| 종목                | 금                                                                      | 은                                                                   | 동                                                                       |
| ------------------- | ----------------------------------------------------------------------- | -------------------------------------------------------------------- | ------------------------------------------------------------------------ |
| 50yd 자유형 자세히  | 헐머이 졸탄 · 헝가리                                                    | 스콧 리어리 · 미국                                                   | 찰스 데니얼스 · 미국                                                     |
| 100yd 자유형 자세히 | 헐머이 졸탄 · 헝가리                                                    | 찰스 데니얼스 · 미국                                                 | 스콧 리어리 · 미국                                                       |
| 220yd 자유형 자세히 | 찰스 데니얼스 · 미국                                                    | 프랜시스 게일리 · 미국                                               | 에밀 라우슈 · 독일                                                       |
| 440yd 자유형 자세히 | 찰스 데니얼스 · 미국                                                    | 프랜시스 게일리 · 미국                                               | 오토 발레 · 오스트리아                                                   |
| 880yd 자유형 자세히 | 에밀 라우슈 · 독일                                                      | 프랜시스 게일리 · 미국                                               | 키스 게저 · 헝가리                                                       |
| 1mi 자유형 자세히   | 에밀 라우슈 · 독일                                                      | 키스 게저 · 헝가리                                                   | 프랜시스 게일리 · 미국                                                   |
| 100yd 배영 자세히   | 발터 브락 · 독일                                                        | 게오르크 호프만 · 독일                                               | 게오르크 자차리아스 · 독일                                               |
| 440yd 평영 자세히   | 게오르크 자차리아스 · 독일                                              | 발터 브락 · 독일                                                     | 헨리 제미슨 핸디 · 미국                                                  |
| 200yd 계영 자세히   | 미국 (USA) · 레오 조셉 굿윈 · 루이스 핸들리 · 조셉 러디 · 찰스 데니얼스 | 미국 (USA) · 데이비드 허몬드 · 레이먼드 톤 · 윌리엄 터틀 · 후고 고츠 | 미국 (USA) · 귄 이번스 · 마쿼드 쉬워즈 · 아메디 레이번 · 윌리엄 오트웨인 |

## 참고 문헌
- 국제 올림픽 위원회 - 1904년 하계 올림픽 수영 경기 결과 (영어)
- (영어) George Seymour Lyon - Olympic Individual gold medal winner 1904
- (폴란드어) Pawel, Wudarski (1999). “Wyniki Igrzysk Olimpijskich”. 2008년 10월 14일에 원본 문서에서 보존된 문서. 2006년 12월 17일에 확인함.
- (영어) “Swimming at the 1904 St. Louis Summer Games”. sports-reference.com. 2008년 12월 5일에 원본 문서에서 보존된 문서. 2010년 8월 25일에 확인함.

| 올림픽 수영 |                                           |             |
| 이전 대회   | 1904년 하계 올림픽 수영 세인트루이스 1904 | 다음 대회   |
| 파리 1900   | 1904년 하계 올림픽 수영 세인트루이스 1904 | 아테네 1906 |